# Senza un frammento
Senza un frammento è un singolo della cantante italiana Fiorella Mannoia con il featuring di Djavan, autore e compositore del brano. Il brano è un singolo estratto dall'album Onda tropicale; la data di pubblicazione del brano è il 26 gennaio 2007 per la Durlindana.

## Tracce
1. Senza un frammento – 4:46 (Djavan)